# Wizarding World of Harry Potter (Universal Orlando Resort)
Волшебный Мир Гарри Поттера (англ. Wizarding World of Harry Potter) — тематический парк развлечений по теме книг и фильмов о Гарри Поттере. Подобно другим паркам от студии Universal Studios Florida он рассчитан на фанатов поттерианы и является частью более крупного парка развлечений Universal Orlando, расположенного в городе Орландо, штат Флорида, США. Официальное открытие состоялось 16 июня 2010 года.

## История
31 мая 2007 года Universal Orlando объявили о том, что Warner Bros и писательница Джоан К. Роулинг обеспечили их правами на создание парка. Парк площадью 81000 м² должен воссоздать мир Гарри Поттера на основе книг и фильмов. Строительство началось в 2007 году, а 25 марта 2010 года была объявлена официальная дата открытия — 18 июня 2010 года. Документальные материалы о подготовке парка были включены в Blu-Ray и DVD диски фильма Гарри Поттер и Принц-полукровка.
20 мая 2010 года парк открыли для почётных гостей — Эммы Уотсон, Оливера Фелпса, Джеймса Фелпса, Мэттью Льюиса и Робби Колтрейна. Визит в парк освещался прессой.
27 мая 2010 года парк открылся для посетителей, которые приобрели почётные билеты заранее. 16 июня 2010 года состоялась церемония открытия парка «Волшебный Мир Гарри Поттера». На вечер пришли актёры Дэниел Рэдклифф (Гарри Поттер), Руперт Гринт (Рон Уизли), Бонни Райт (Джинни Уизли), Том Фелтон (Драко Малфой), Оливер Фелпс (Джордж Уизли), Джеймс Фелпс (Фред Уизли), Мэттью Льюис (Невилл Долгопупс), Уорик Дэвис (Профессор Флитвик, Гоблин Крюкохват), Майкл Гэмбон (Профессор Дамблдор), продюсер Дэвид Хэйман, режиссёр Крис Коламбус, Джон Уильямс и Джоан Роулинг, композитор первых трёх фильмов о Гарри Поттере — Джон Уильямс.
18 июня 2010 года состоялось официальное торжественное открытие парка. Парк открывали те же актёры, что вели церемонию 16 июня.
Стоимость строительства новой локации составила 265 000 000 долларов, и с её появлением наблюдался незначительный спад посещаемости парка Walt Disney World.

## Планировка

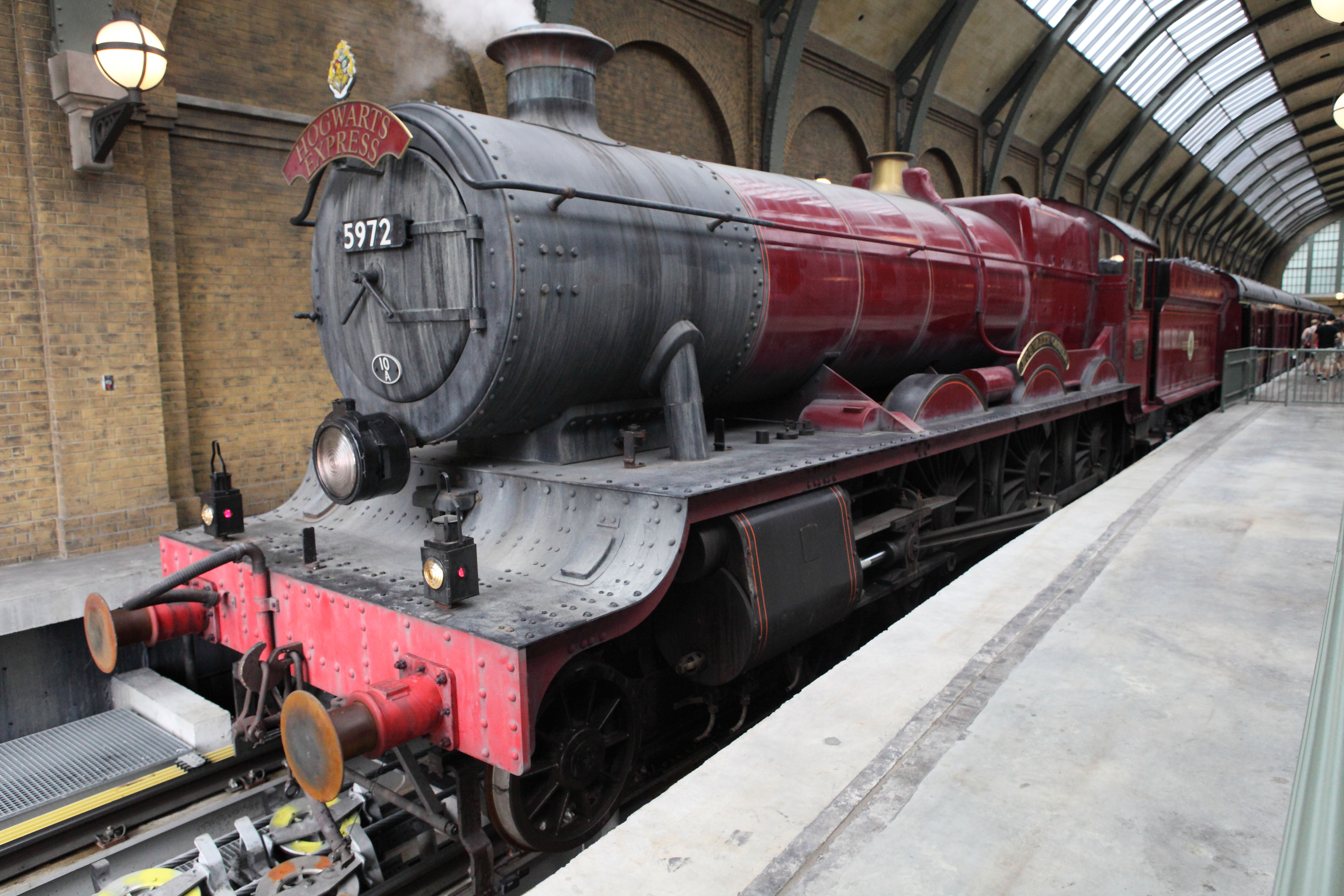
«Хогвартс Экспресс»

Посетители попадают на территорию «острова» через воссозданную железнодорожную станцию Хогсмид, ведущую в одноименную деревню, относительно которой замок Хогвартс расположен в самом конце улицы.

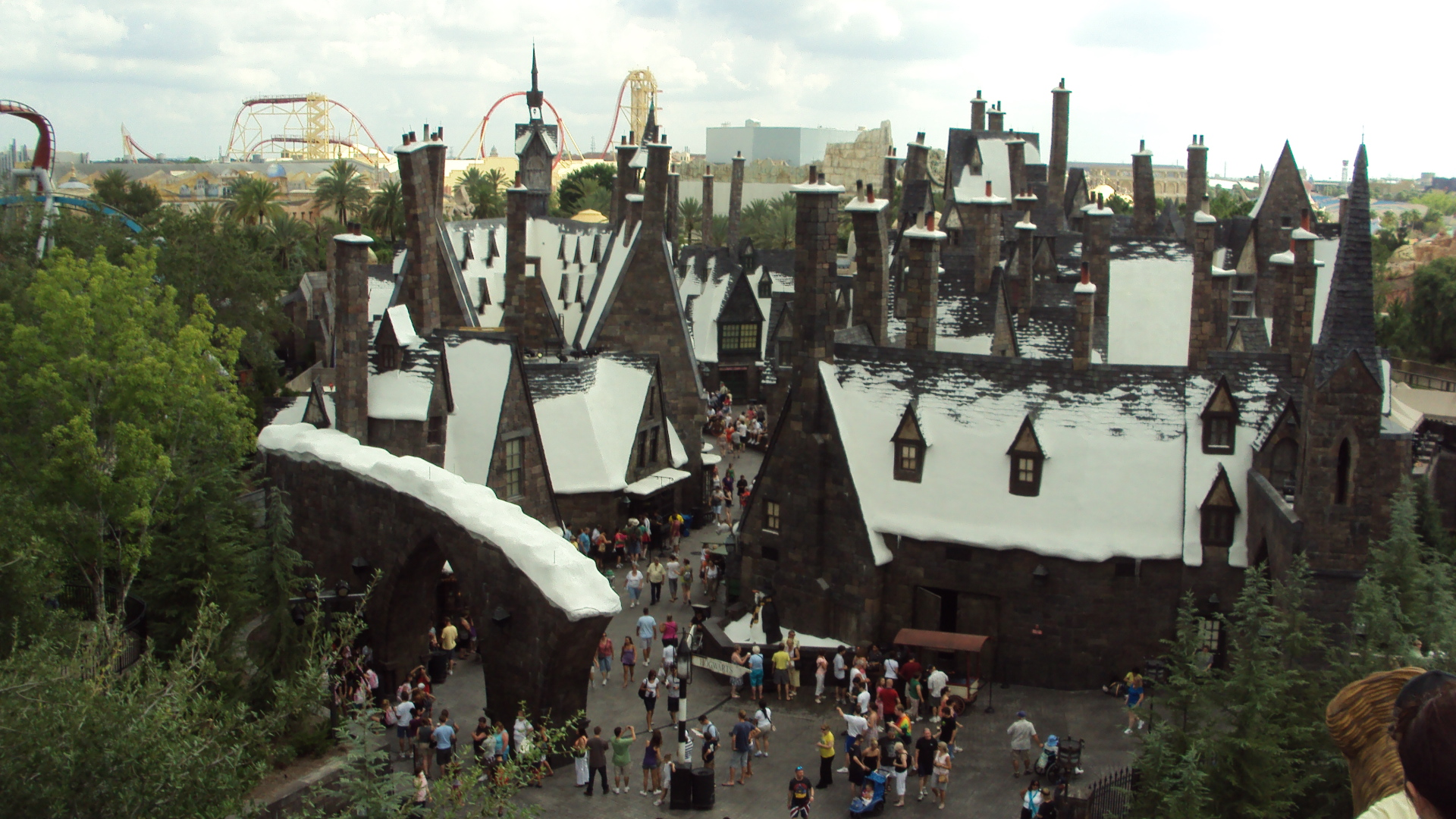
Хогсмид

#### Деревня Хогсмид
«Хогсмид» это место отдыха и развлечений из мира Гарри Поттера. В этой деревне расположен показательный поезд «Хогвартс Экспресс», лавка Олливандера, другие рестораны и магазины.

#### Совино-почтовая служба
В вымышленном мире Гарри Поттера «Совятня» — это место где совы отдыхают до или после того как доставили письмо. В парке же это тематическое место отдыха для посетителей, однако вы также сможете отправить письмо, на котором будет специальный герб деревни Хогсмид.

#### Территория Хогвартса
Замок «Хогвартс» — самое масштабное здание в парке, воспроизведённое по книгам и фильмам. Здесь расположены: «Полёт на Гиппогриффе», «Состязания с драконом», «Хижина Хагрида».
В замке размещён основной аттракцион «Harry Potter & the Forbidden Journey», разработанный компанией KUKA, который проводит пассажиров по множеству реалистично воссозданных сцен из книг и фильмов о Гарри Поттере, в том числе полёт над Хогвартсом, участие в матче по квиддичу, а также столкновения с драконами, дементорами и Гремучей ивой.
Хогвартс — школа Чародейства и волшебства — является неотъемлемой частью книг и фильмов о Гарри Поттере. В этом замке можно посетить кабинет директора, класс Защиты от Тёмных искусств, гостиную Гриффиндора, Выручай-комнату и другие. «Аттракцион Гарри Поттер и Запретное путешествие» включает в себя большую часть замка, тем не менее, небольшая площадь в здании доступна для прогулок.

## Аттракционы
Состязания с драконом
Аттракцион «Состязания с драконом» основан на Турнире Трёх Волшебников, который был показан в фильме Гарри Поттер и Кубок огня. Два дракона, состязающихся между собой, будут называться также как и в фильме — Венгерская Хвосторога и Китайский Огненный Шар.
Полёт на Гиппогриффе
«Полёт на Гиппогриффе» — облегчённый вариант американских горок. Горка переплетается с аттракционом «Состязания с драконом», который намного экстремальнее.
Гарри Поттер и Запретное путешествие
«Гарри Поттер и запретное путешествие» — горка, по которой можно проехать по всему парку «Волшебный Мир Гарри Поттера». Поездка сопровождается известными сценами из Поттерианы и площадками в духе Гарри Поттера. Аттракцион основан исключительно на современных и новаторских технологиях. Относится к проектам Islands of Adventure.
Хижина Хагрида
«Хижина Хагрида» — аттракцион включает в себя горку «Полёт на Гиппогриффе», которая «летает» поблизости от домика лесничего. Гости не смогут войти внутрь хижины, так как это строение задумывалось лишь как памятник, в точности воспроизводящий дом Рубеуса Хагрида. Этот персонаж один из главных и любимых героев.

## Магазины
Сладкое Королевство
Здесь продаются сладости из мира волшебников: взрывающиеся леденцы, заварные котелки, лакричные палочки, жвачки Друбблс, сахарные перья, шоколадные лягушки, разноцветные драже «Берти Боттс», сливочные помадки, кровавые леденцы и т. д. Магазин находится в деревне Хогсмид, расположенной недалеко от Хогвартса.
Дэрвиш и Бэнгз
«Дэрвиш и Бэнгз» — магазин в деревне Хогсмид волшебных вещиц, например, набор «Всё для Квиддича», форма для Турнира Трёх Волшебников, Спектральные очки, напоминалки, «Чудовищная книга о чудовищах», а также реквизит, использованный в фильмах.
Зонко
«Зонко» — магазин в деревне Хогсмид для шутников и людей с чувством юмора. Здесь можно найти удлинители ушей, вопящую игрушку йо-йо, боксирующий телескоп и летающие шутихи от мастеров Уизли. Есть и «вкусный юмор»: тыквенные пастилки, блевательные батончики и кровопролитные конфетки и т. п.

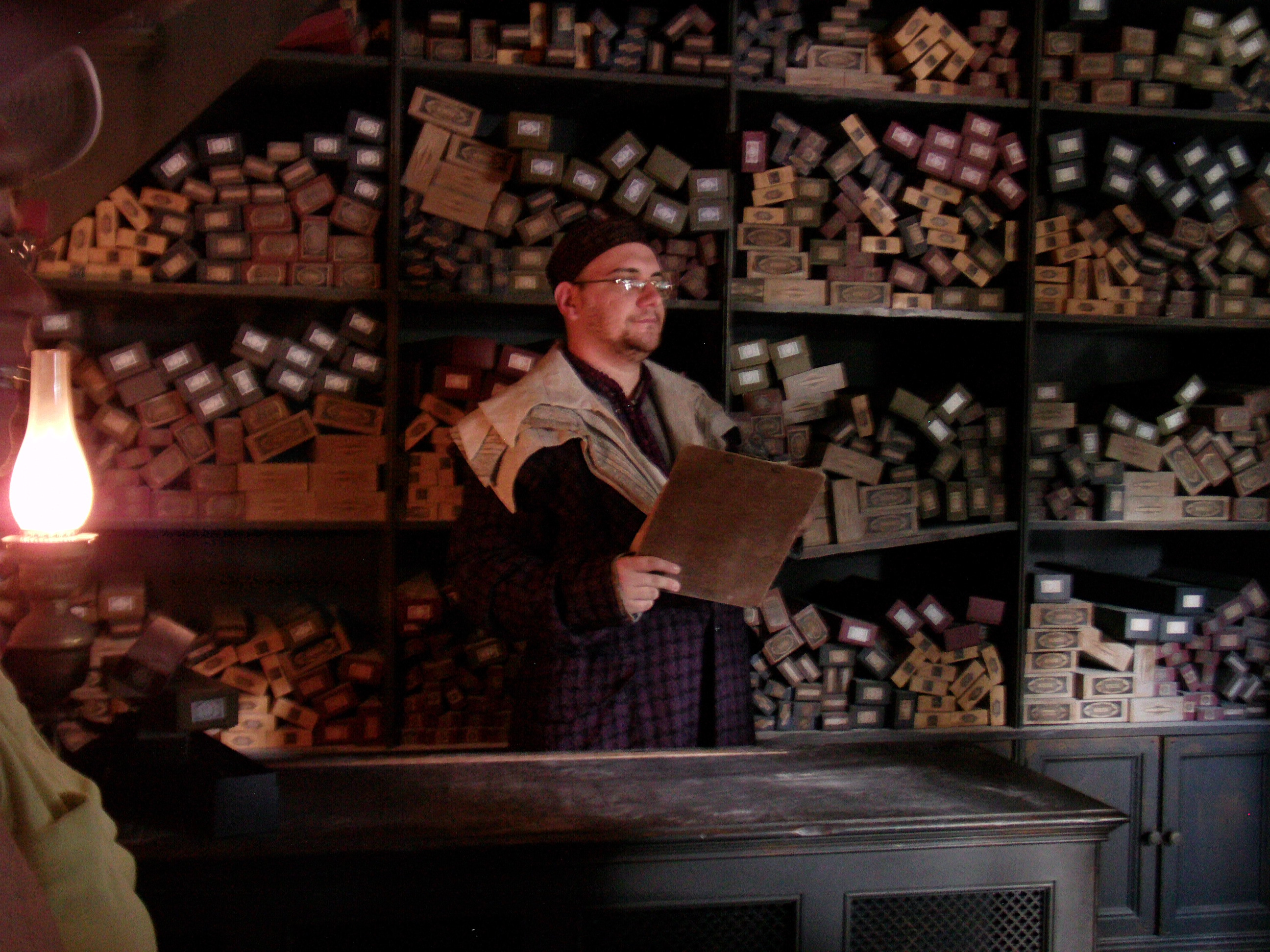
Лавка Олливандера
Копия лавки мистера Олливандера из фильмов Гарри Поттера. Выбрать палочку поможет интерактивное испытание «Палочка выбирает волшебника». Здесь представлены все палочки, которые описывала Джоан Роулинг.
Кладовая Филча с конфискованными вещами
Магазин игрушек словно торговый центр персонажа Аргуса Филча расположен в замке Хогвартс.

### Рестораны
Гостиница/паб «Три метлы» и бар «Кабанья голова» предлагают погреться у огня, попивая пинту сливочного пива или фирменный тыквенный сок, деликатесы, национальные британские блюда, пасту, Корнуэльские пирожки, запечённую индейку, свежие овощи и фрукты. Для детей особое меню. На десерт — яблочный, клубничный пироги, арахисовое масло, шоколадные трюфели и другое.